# Pandion fils de Cécrops
Pour les articles homonymes, voir Pandion.
Dans la mythologie grecque, Pandion (en grec ancien Πανδίων / Pandíôn), fils de Cécrops (le fils d'Érechthée) et de Métiaduse, régna sur Athènes avant d'être chassé par son oncle Métion. Il s'exila alors à Mégare, où il devint roi avec l'appui de Pylas. Il eut plusieurs enfants de sa femme Pylia, notamment Égée, Pallas, Nisos et Lycos.
Il ne doit pas être confondu avec son bisaïeul Pandion, père d'Érechthée et de Philomèle et Procné.
Pandion est le nom attribué au genre du Balbuzard pêcheur, du fait que Pandion aurait été transformé en aigle.

## Sources
- Pseudo-Apollodore, Bibliothèque [détail des éditions] [lire en ligne] (III, 15, 5).
- Pausanias, Description de la Grèce [détail des éditions] [lire en ligne] (I, 39, 6).
- Strabon, Géographie [détail des éditions] [lire en ligne] (IX, 1, 6).
- Ovide, Métamorphoses [détail des éditions] [lire en ligne] (VI, 412 à 510 ; VI, 675 et 676).